# John S. Watson
John S. Watson (né en octobre 1956) est un homme d'affaires américain. Il était le PDG et le président du conseil de Chevron du 1er janvier 2010 au 31 janvier 2018. 

## Biographie
John S. Watson est né en Californie en 1956. En 1978, il obtient un BA en économie agricole à l'université de Californie à Davis, et en 1980 il obtient un MBA de la Chicago Booth School of Business.

## Carrière
John S. Watson rejoint la Chevron Corporation en 1980 en tant qu’analyste financier. Il sert en tant que directeur administratif et financier de 2001 à 2005. De 2009 à 2010, il est vice-président du Conseil. Le 1er janvier 2010, il est nommé CEO.
Il est également président du conseil d'administration de l'American Petroleum Institute et membre du conseil d'administration de Caltex, de Dynegy (de 2001 à 2004), du Conseil national du pétrole, de la Business Roundtable, de JPMorgan International Council et de l'American Society of Corporate Exécutives.
Il est aussi membre du conseil d'administration des Padres de San Diego, une franchise de la Ligue majeure de baseball, et de l' Animal Rescue Foundation. C'est aussi un soutien affirmé du Parti républicain.